# Sveti Petar na Moru
Sveti Petar na Moru nebo též pouze Sveti Petar, do roku 1991 Krmčina (italsky Chermpcina), je vesnice, přímořské letovisko a turisty často vyhledávaná lokalita v Chorvatsku v Zadarské župě, spadající pod opčinu Sveti Filip i Jakov. Nachází se přesně na 44. rovnoběžce, asi 8 km severovýchodně od Biogradu na Moru a asi 14 km jihovýchodně od Zadaru. V roce 2011 žilo ve vesnici trvale 403 obyvatel, během letní sezóny se tento počet ale výrazně zvyšuje. Název znamená „Svatý Petr na moři“.
Sousedními vesnicemi jsou Debeljak, Donje Raštane, Sukošan a Turanj. Nejdůležitější dopravní komunikací je silnice D8.